# 유프로니오스 크라테르

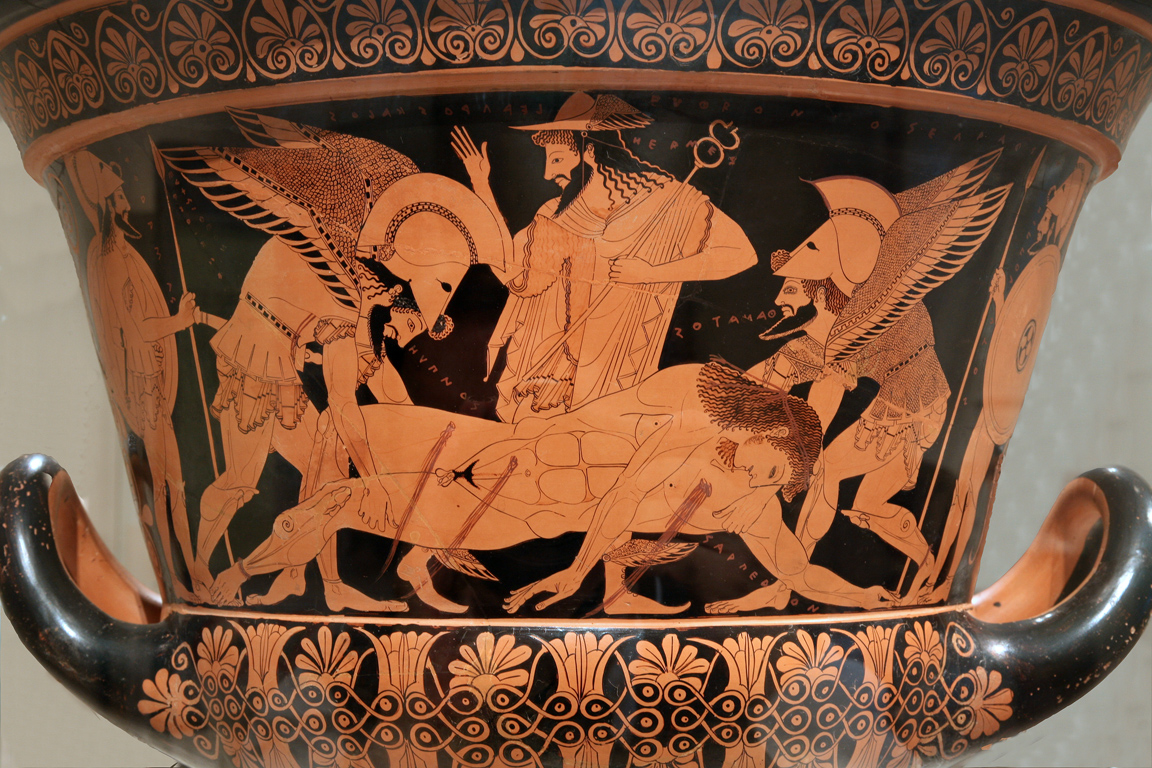
유프로니오스 크라테르의 앞면.

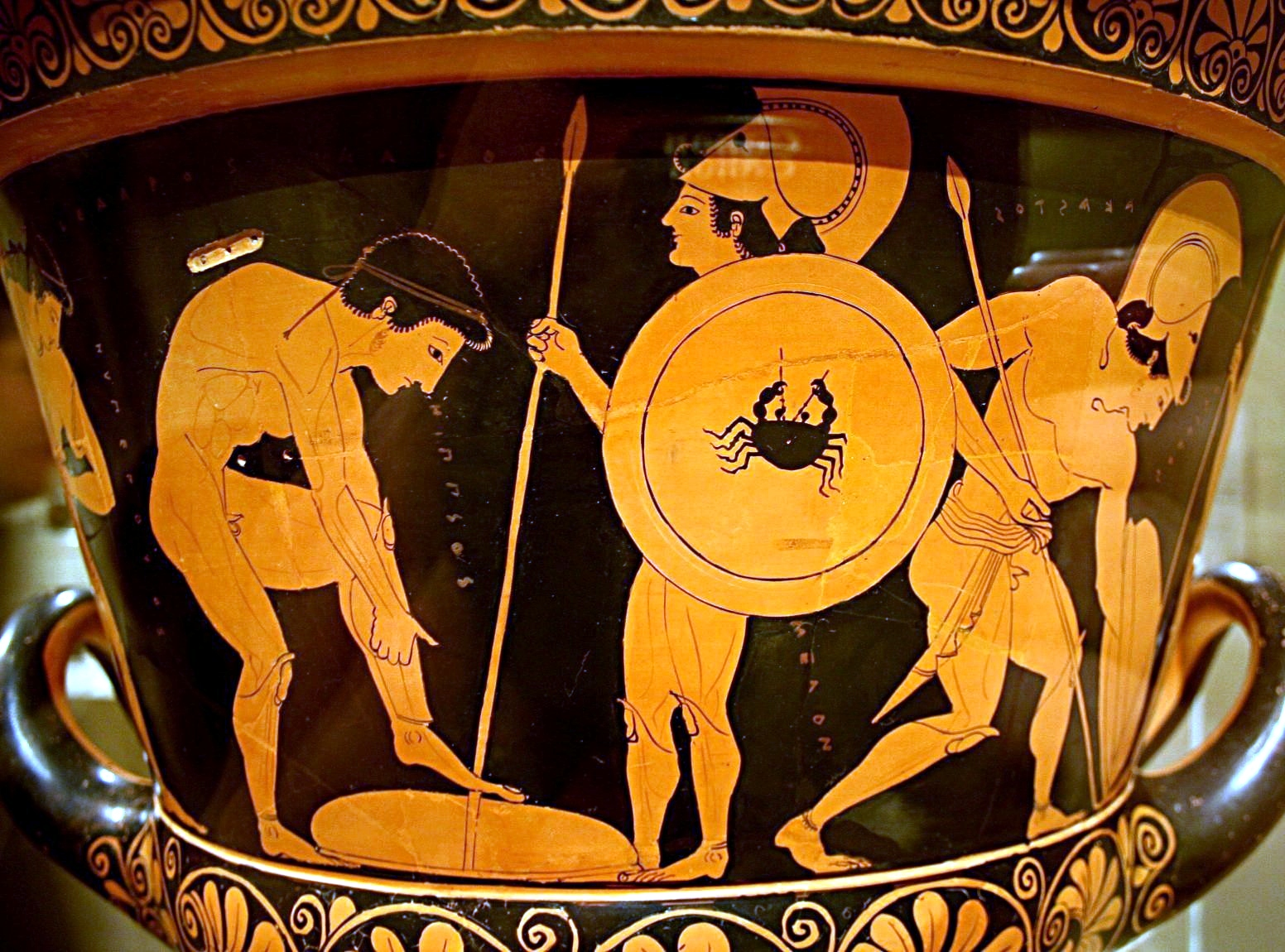
유프로니오스 크라테르의 뒷면.

유프로니오스 크라테르(Euphronios krater) (혹은 사르페돈 크라테르(Sarpedon krater))는 고대 그리스의 테라코타 크라테르로서, 물과 포도주를 섞는데 사용되었다. 기원전 515년경에 만들어졌으며, 고대 그리스의 도기 화가이자 도공으로 유명했던 유프로니오스가 만든 도기 중 현존하는 27개 중에서 가장 온전하며, 현존하는 고대 그리스의 도기 중에서도 가장 보전 상태가 양호하다고 일컬어진다. 1972년부터 2008년까지 메트로폴리탄 미술관의 소장품이었다가, 2006년 2월에 이루어진 합의 협상으로 이탈리아에 반환되었다. 현재는 이탈리아 로마의 빌라 줄리아(Villa Giulia)에 있는 내셔널 에트루스칸 박물관(National Etruscan Museum)에 소장되어 있다.